# Dioscoride de Topkapi
Le De Materia Medica conservé au Palais de Topkapi dit Dioscoride de Topkapi est un manuscrit illustré contenant le texte de Dioscoride exécuté dans la région du nord de l'Irak ou de l'est de la Syrie en 1229. Il contient, outre 3 miniatures de frontispice, les illustrations de 563 plantes démontrant à plusieurs reprises l'influence de l'enluminure byzantine.

## Origine du manuscrit
Une inscription liminaire en tête du manuscrit indique qu'il a été copié pour Shams al-Dîn Abu’l-Fada’il Muhammad, qui aurait régné sur la Djézireh, au nord de la Syrie actuelle. Le nom du copiste, Abu Yusuf Bihnam b. Musa b. Yusuf al-Mawsili, indique qu'il est originaire de Mossoul au nord de l'Irak actuel. Ces indices donne une origine géographique du manuscrit. Le colophon en fin d'ouvrage indique qu'il a été achevé en l'an 626 de l'hégire, soit 1229 de l'ère chrétienne, mais il contient aussi une datation selon l'ère séleucide. Il s'achève enfin par une bénédiction en syriaque. Une notice contenue dans un autre manuscrit de Dioscoride indique que ce scribe était un chrétien. Deux folios (f.29r et v) contiennent le nom Abd al-Jabbâr ibn ’Alî, un musulman qui pourrait être l'auteur des miniatures.

## Les miniatures

### Les miniatures de frontispice
Les deux miniatures d'ouverture présentent, des personnages sur don d'or encadrés sur chaque page par une arche. Sur la page de gauche, deux étudiants portant un livre à la main se dirigent vers le personnage situé à droite, assis dans un fauteuil et les pieds sur tabouret devant une table, dont l'identité est sans doute Dioscoride. Les étudiants sont habillés à l'orientale, mais Dioscoride est habillé à l'Antique. Il porte un turban mais sa tête est nimbé. Cette scène est en réalité une interprétation du frontispice du Dioscoride de Vienne, un manuscrit byzantin exécuté avant 512 à Constantinople. Une scène similaire dans ce manuscrit représente l'auteur assis tendant la main à une femme appelée Heuresis (personnification de la Découverte) tenant une mandragore à laquelle un chien est attaché. Selon la tradition, lorsque cette plante a été arrachée par un chien, ses effets pernicieux sont annihilés. Cependant, plusieurs détails, comme les plis bouffants des vêtements de Dioscoride et son fauteuil, semblent indiquer que le manuscrit de Vienne n'a pas servi directement de modèle mais que sont intervenus d'autres manuscrits intermédiaires byzantins plus tardifs. La représentation de la femme, surtout vêtue ainsi de manière indécente, et du chien étant tabous pour les Musulmans. Ces détails sont remplacés par d'autres tirés aussi de frontispices de manuscrits byzantins, tels les étudiants prenant la pose de moines apportant leur ouvrage à un commanditaire.

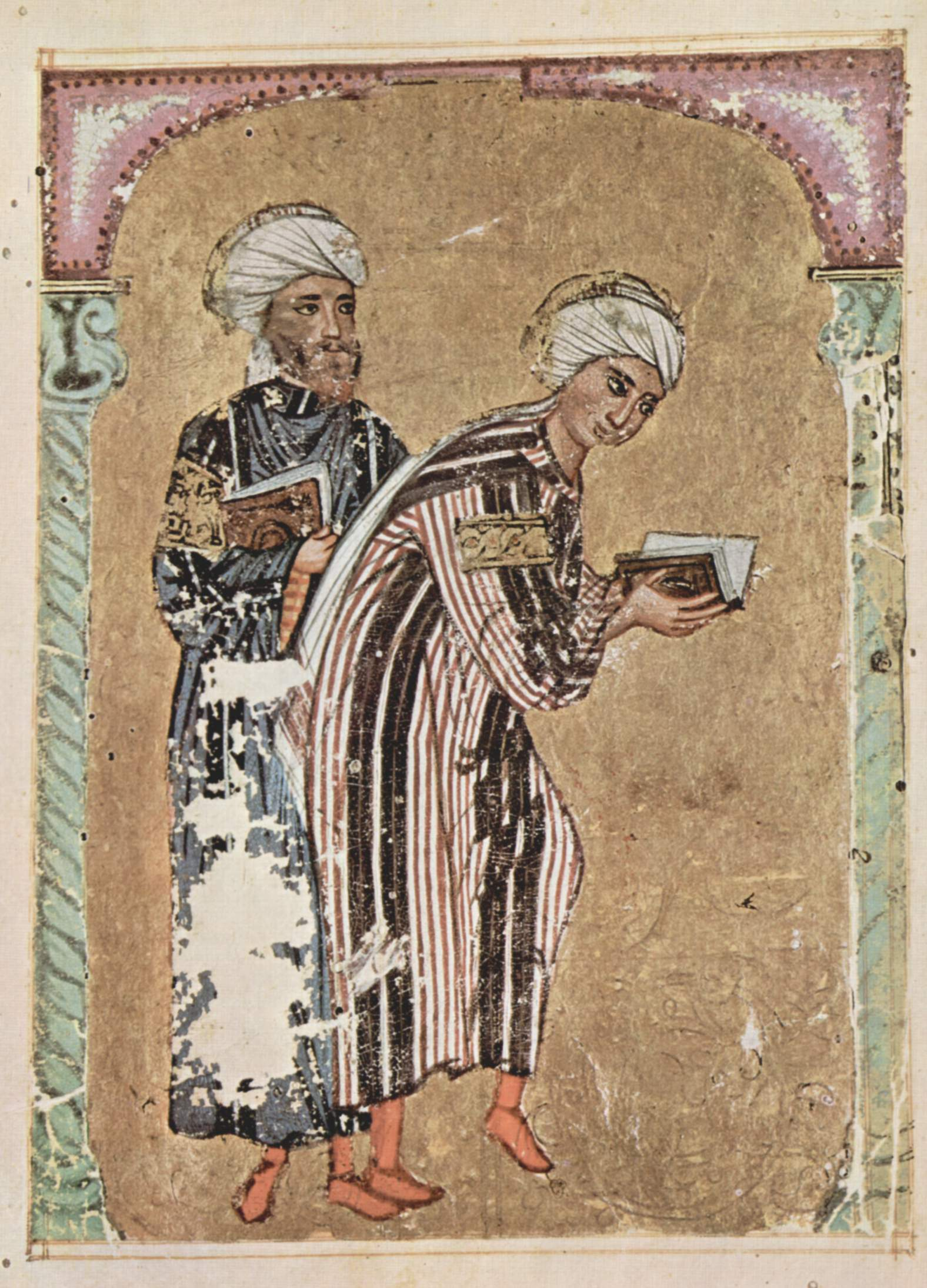
Deux étudiants, page de gauche
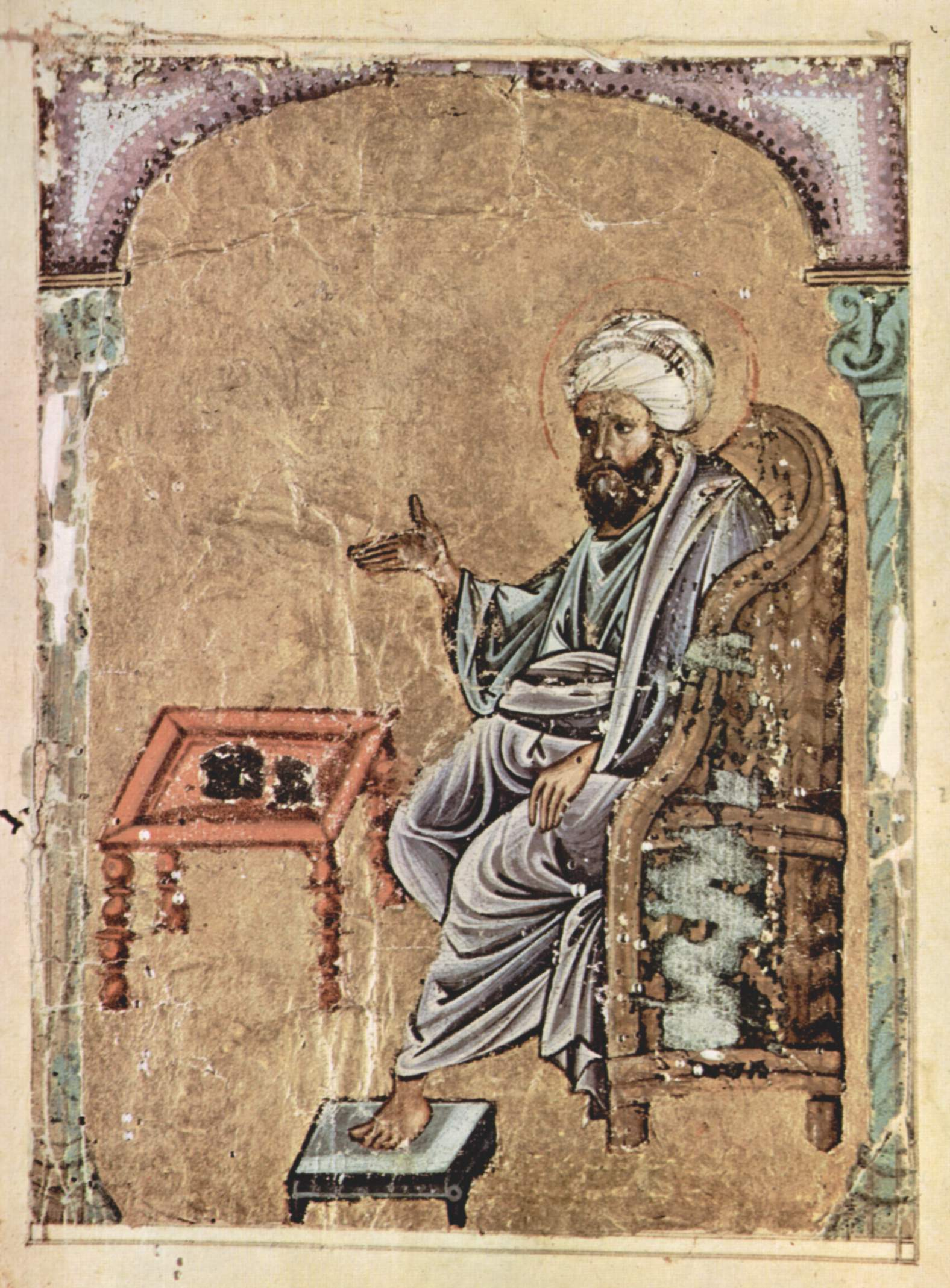
Dioscoride en train d'enseigner, page de droite
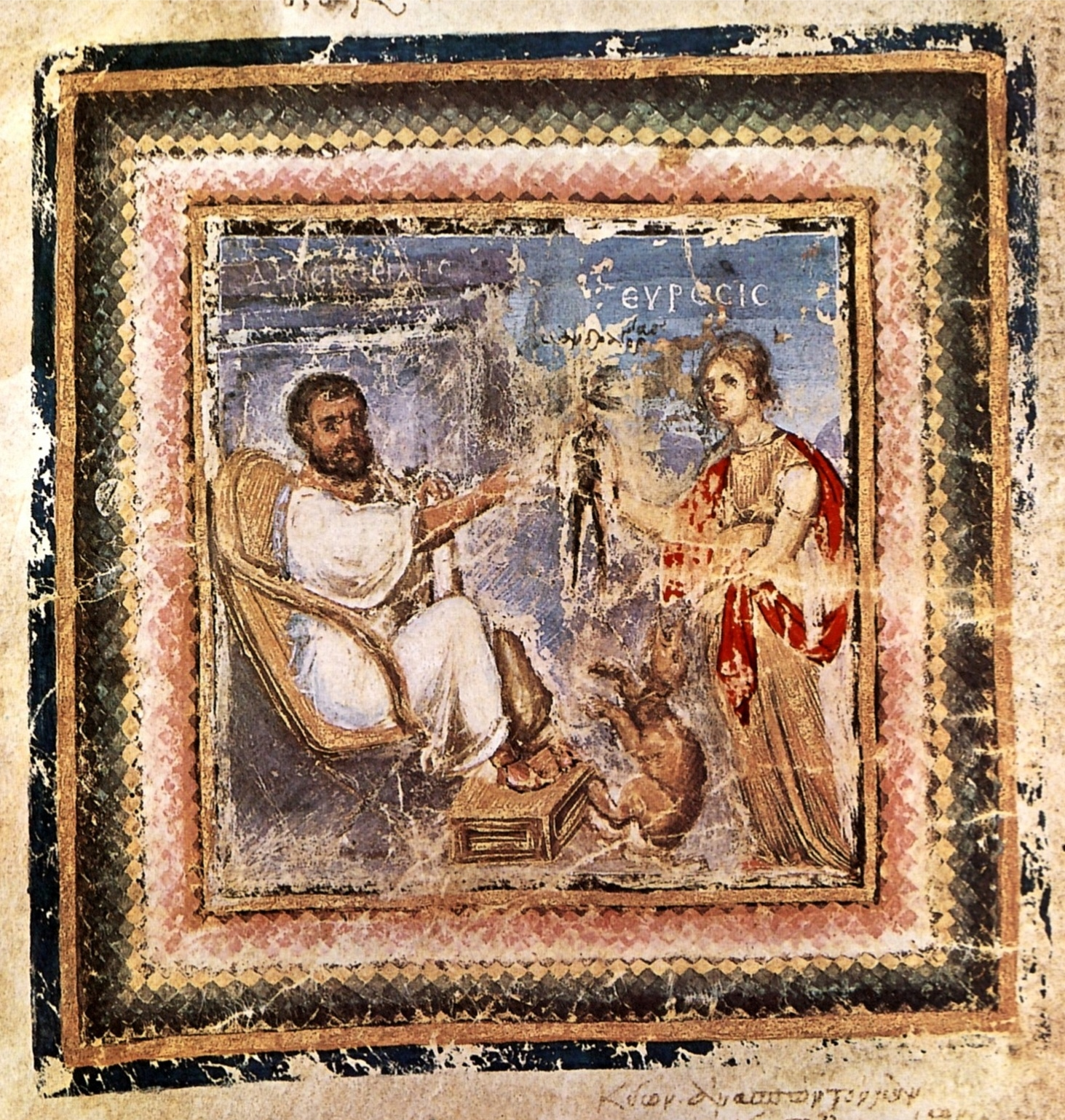
Miniature du Dioscoride de Vienne, source d'inspiration possible.

La miniature suivante représente encore une fois l'auteur à qui un étudiant tend une mandragore. L'image reprend de nouveau la scène présente dans le Dioscoride de Vienne. Les personnages sont vêtus d'un turban mais le maître est assis sur un siège qui se retrouve dans des manuscrits byzantins plus tardifs

### Les représentations des plantes
Le reste du manuscrit contient 563 peintures de plantes, accompagnées de leur description. Plusieurs influences et styles se mélangent d'une page à l'autre. Ainsi, la représentation de la vigne (f.252v) est très fidèle aux modèles antiques et byzantin, avec une facture très réaliste. Il est cependant difficile de la comparer avec le codex de Vienne car la page de ce dernier est manquante. À l'inverse, la représentation de la lentille (f.80r) est beaucoup plus schématique, symétrique et sans ses racines, dans un style beaucoup plus islamique. 

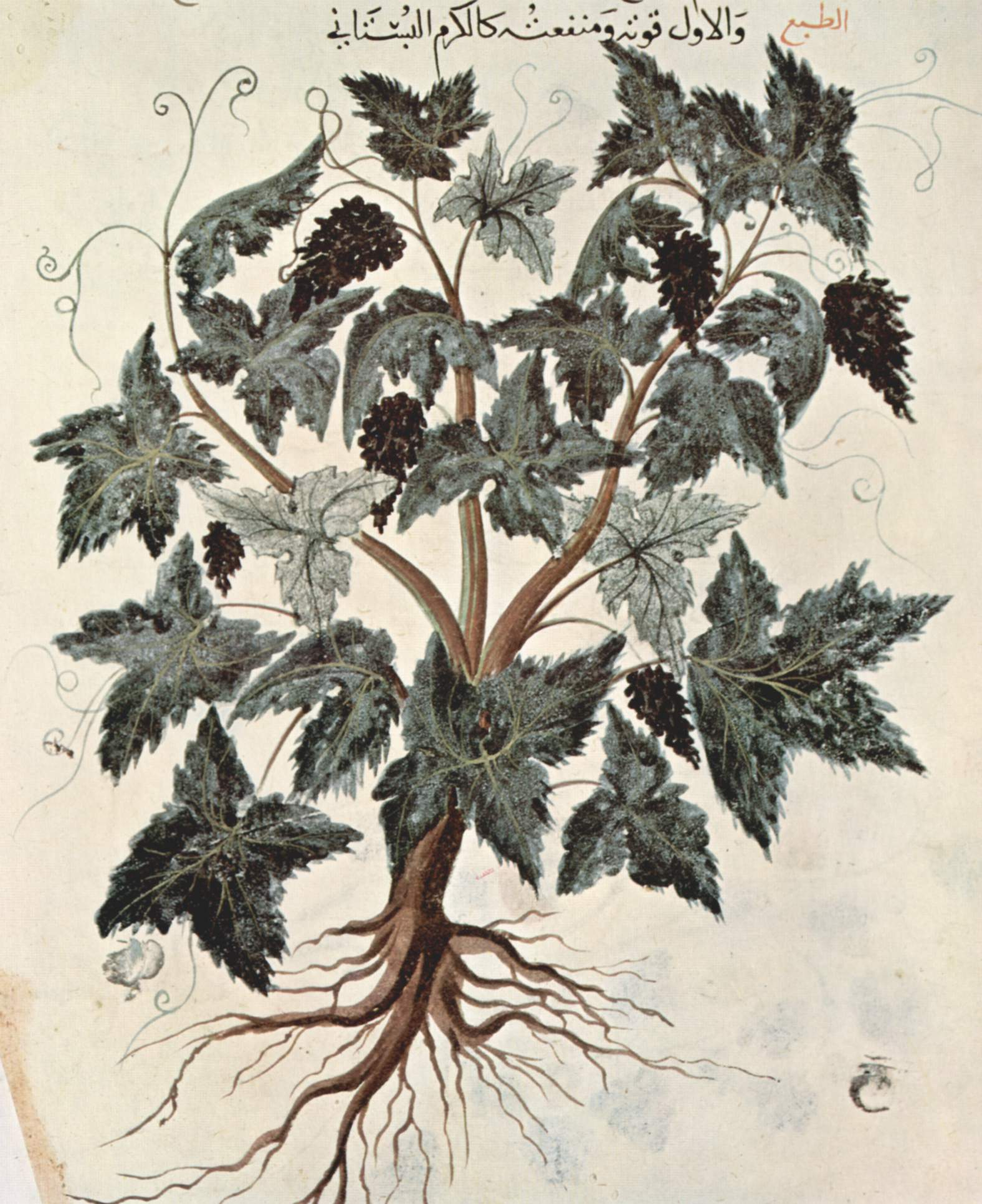
La vigne, f.252v
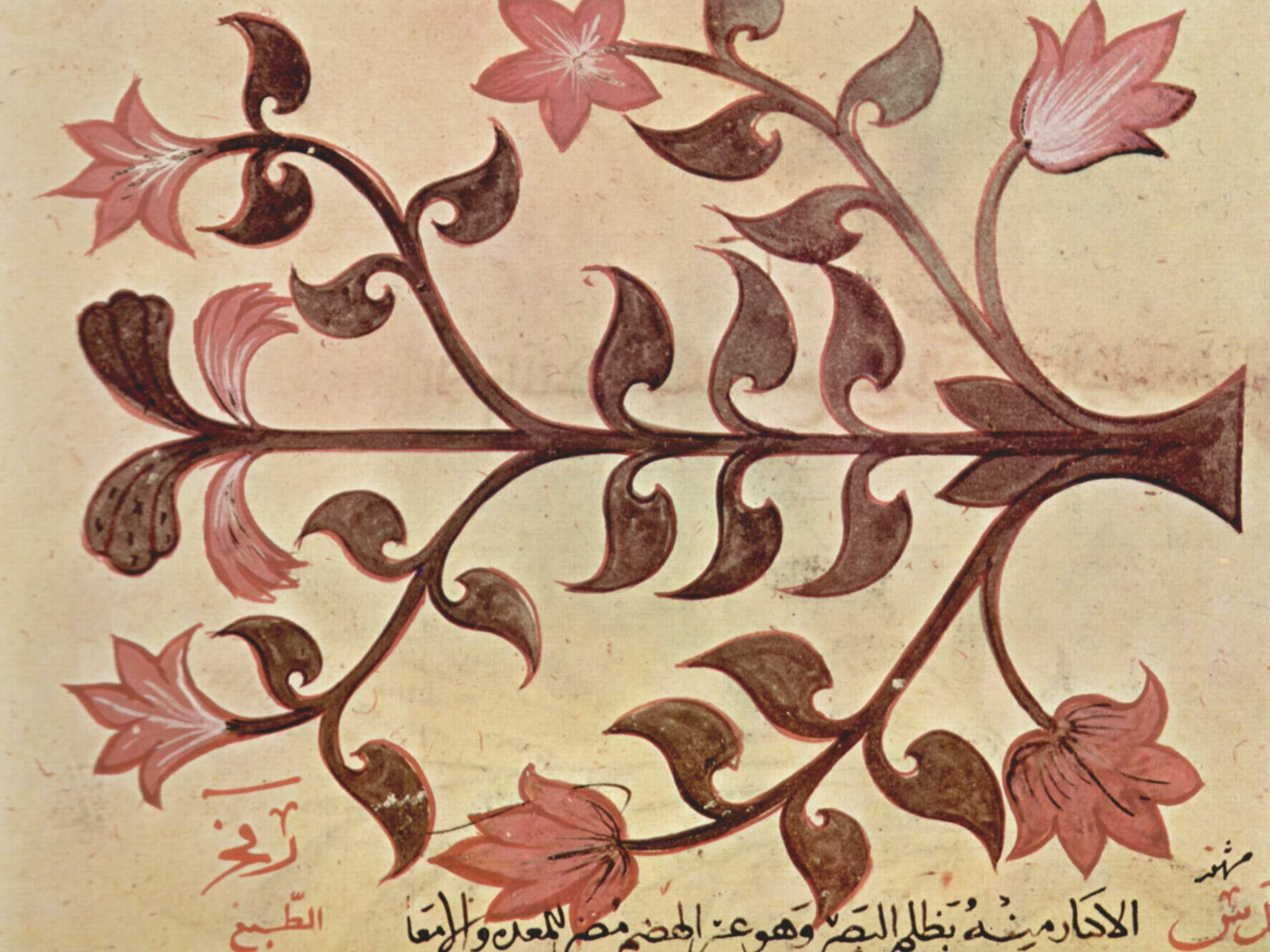
La lentille, f.80r